# Liste der Biografien/Muller, T
Liste der Biografien |
Portal Biografien |
T Personensuche
# |
A |
B |
C |
D |
E |
F |
G |
H |
I |
J |
K |
L |
M |
N |
O |
P |
Q |
R |
S |
T |
U |
V |
W |
X |
Y |
Z |
?
 
Ma |
Mb |
Mc |
Md |
Me |
Mf |
Mg |
Mh |
Mi |
Mj |
Mk |
Ml |
Mm |
Mn |
Mo |
Mp |
Mq |
Mr |
Ms |
Mt |
Mu |
Mv |
Mw |
Mx |
My |
Mz
 
Mua |
Mub |
Muc |
Mud |
Mue |
Muf |
Mug |
Muh |
Mui |
Muj |
Muk |
Mul |
Mum |
Mun |
Muo |
Mup |
Muq |
Mur |
Mus |
Mut |
Muu |
Muv |
Muw |
Mux |
Muy |
Muz
 
Mula |
Mulb |
Mulc |
Muld |
Mule |
Mulf |
Mulg |
Mulh |
Muli |
Mulj |
Mulk |
Mull |
Mulm |
Muln |
Mulo |
Mulr |
Muls |
Mult |
Mulu |
Mulv |
Mulw |
Muly |
Mulz
 
Mulla |
Mulle |
Mullg |
Mullh |
Mulli |
Mulln |
Mullo |
Mullr |
Mully
 
Mulled |
Mullej |
Mullem |
Mullen |
Muller |
Mulles |
Mulley
 
Muller, A |
Muller, B |
Muller, C |
Muller, D |
Muller, E |
Muller, F |
Muller, G |
Muller, H |
Muller, I |
Muller, J |
Muller, K |
Muller, L |
Muller, M |
Muller, N |
Muller, O |
Muller, P |
Muller, Q |
Muller, R |
Muller, S |
Muller, T |
Muller, U |
Muller, V |
Muller, W |
Muller, X |
Muller, Y |
Muller, Z |
Mullera |
Mullerb |
Mullerh |
Mullerl |
Mullerp |
Mullers |
Mullerw |
Mullery
Die Liste der Biografien führt alle Personen auf, die in der deutschsprachigen Wikipedia einen Artikel haben. Dieses ist eine Teilliste mit 65 Einträgen von Personen, deren Namen mit den Buchstaben „Muller, T“ beginnt.

## Muller, T

### Muller, Ta
- Müller, Tadzio (* 1976), deutscher Klima- und LGBT-Aktivist und Politikwissenschaftler
- Müller, Tainá (* 1982), brasilianische Filmschauspielerin
- Müller, Tamara (* 1977), Schweizer Skirennläuferin
- Müller, Tamara (* 1989), deutsche Politikerin (SPD), MdL
- Müller, Tarek (* 1988), deutscher Manager und UnternehmerTarek Müller (* 1988)

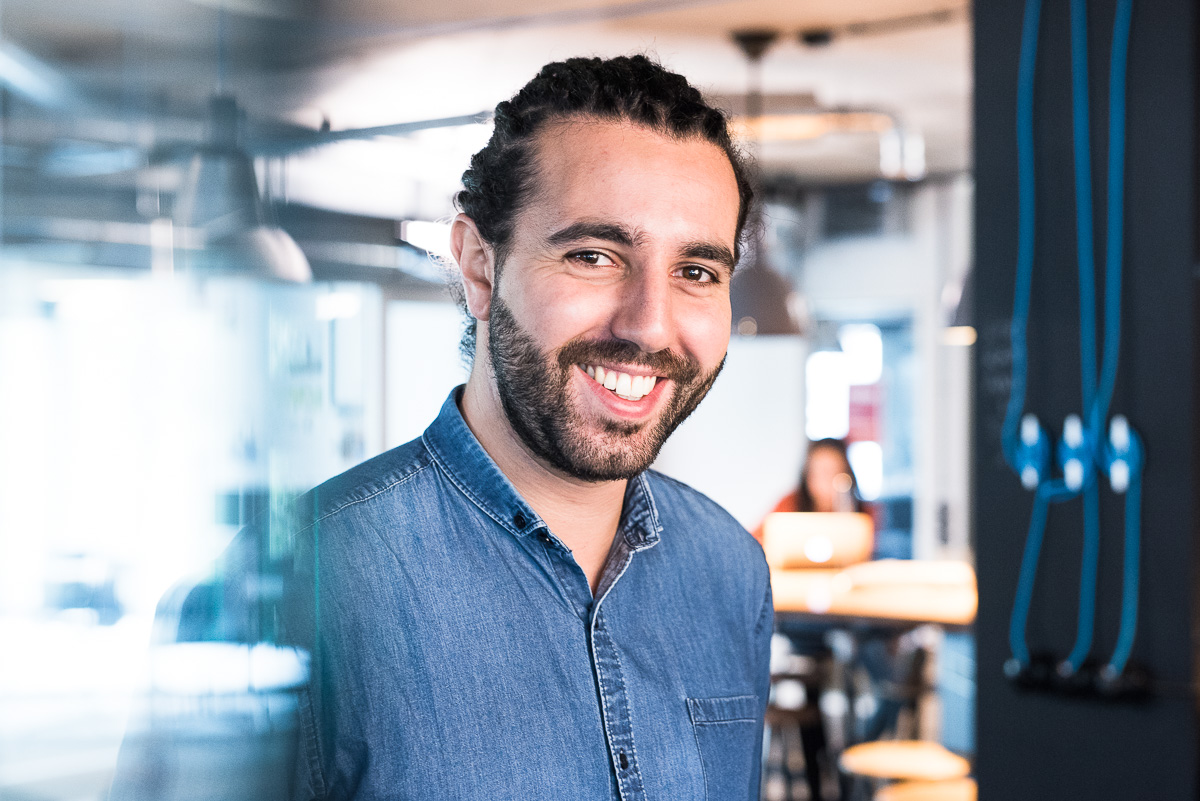
Tarek Müller (* 1988)

### Muller, Th
- Müller, Thaddäus (1763–1826), Schweizer Theologe
- Müller, Theo (1930–2023), deutscher Botaniker, Pflanzensoziologe und Hochschulprofessor
- Müller, Theo (* 1940), deutscher Unternehmer
- Müller, Theo (1955–2020), deutscher Kameramann
- Müller, Theodolinde (* 1920), deutsche Schauspielerin
- Müller, Theodor (1790–1857), deutscher, hauptsächlich in der Schweiz wirkender Theologe und Pädagoge
- Müller, Theodor (1802–1875), deutscher Geiger
- Müller, Theodor (1816–1881), deutscher Romanist und Anglist
- Müller, Theodor (1849–1921), deutscher Unternehmer und Politiker
- Müller, Theodor (1871–1932), deutscher Politiker (SPD), MdL
- Müller, Theodor (1892–1968), deutscher Geograph und Heimatforscher
- Müller, Theodor (1905–1996), deutscher Kunsthistoriker
- Müller, Thomas (* 1939), deutscher Dirigent, Komponist und Pianist
- Müller, Thomas (* 1952), Schweizer Politiker (CVP, SVP) und Mitglied des Nationalrates
- Müller, Thomas (* 1953), deutscher Physiker
- Müller, Thomas (* 1958), deutscher Militärhistoriker und Konservator
- Müller, Thomas (* 1959), deutscher Politiker (CDU), Landrat
- Müller, Thomas (* 1961), deutscher Nordischer Kombinierer
- Müller, Thomas (* 1964), österreichischer kriminologischer Fallanalytiker
- Müller, Thomas (* 1965), deutscher Politiker (CDU)
- Müller, Thomas (1966–2022), deutscher Judoka
- Müller, Thomas (* 1966), deutscher Fußballspieler
- Müller, Thomas (* 1967), deutscher Unternehmer, Investor und Autor
- Müller, Thomas (* 1969), deutscher Philosoph
- Müller, Thomas (* 1977), österreichischer Jurist
- Müller, Thomas (* 1989), deutscher FußballspielerThomas Müller (* 1989)

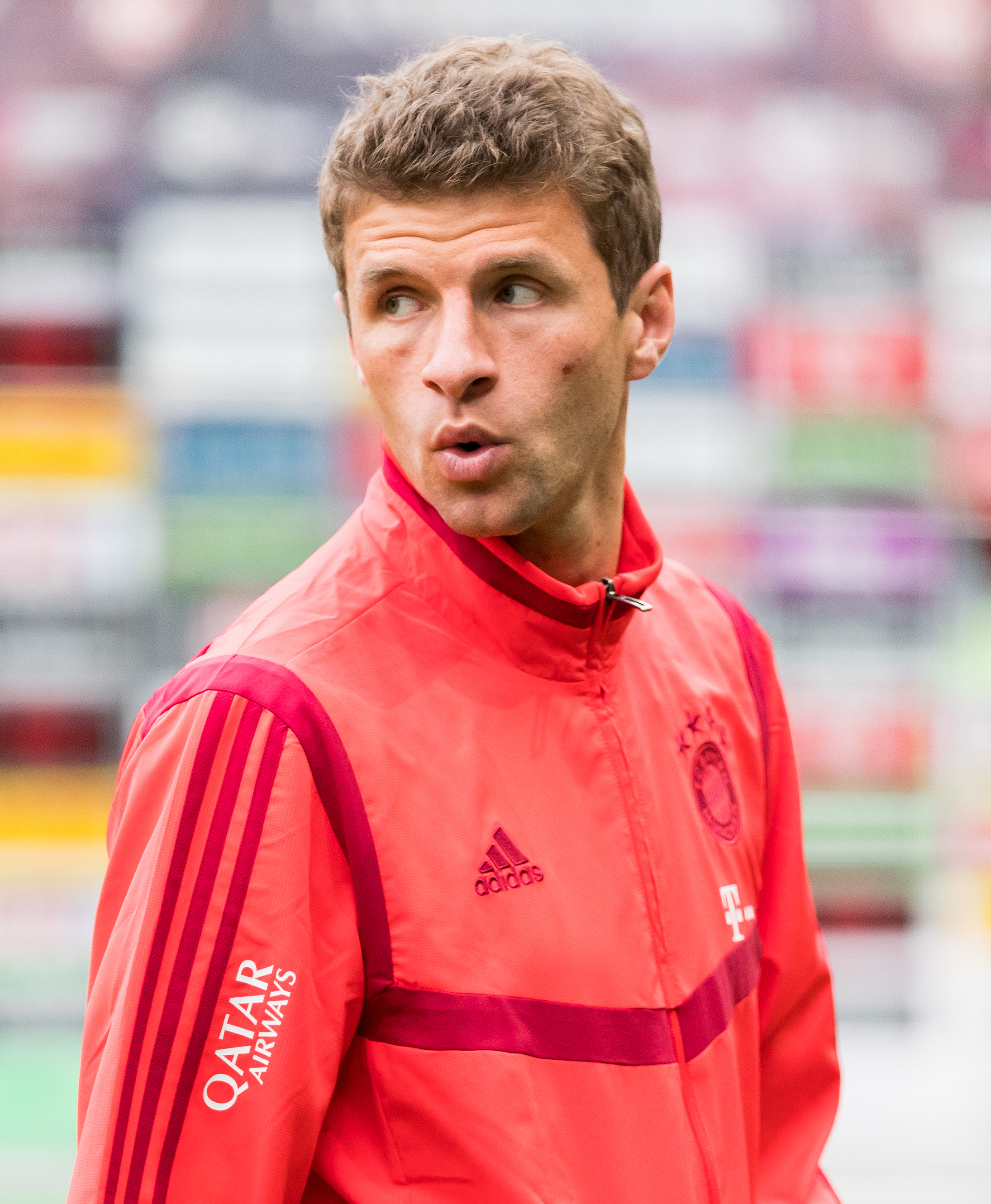
Thomas Müller (* 1989)

- Müller, Thomas A. (* 1964), Schweizer Politiker (CVP) und Jurist
- Müller, Thomas David (* 1953), Schweizer Komponist, Pianist und Professor für Komposition und Analyse
- Müller, Thomas Gerald (* 1977), deutscher Medienunternehmer und Jurist
- Müller, Thomas K. (* 1962), deutscher Bildhauer und Zeichner
- Müller, Thomas M. (* 1966), deutscher Grafiker und Illustrator
- Müller, Thomas T. (* 1974), deutscher Historiker
- Müller, Thor W. (* 1966), deutscher Schauspieler und Hörspielsprecher
- Müller, Thorsten (1927–1991), deutscher Journalist, Mitglied der Weißen Rose Hamburg
- Müller, Thorsten (* 1974), deutscher Rechtswissenschaftler, Energieexperte und Stifter

### Muller, Ti
- Müller, Tim (* 1996), deutsch-österreichischer Fußballspieler
- Müller, Timo (* 1978), deutscher Regisseur und Drehbuchautor
- Müller, Tina (* 1968), deutsche WirtschaftsmanagerinTina Müller (* 1968)

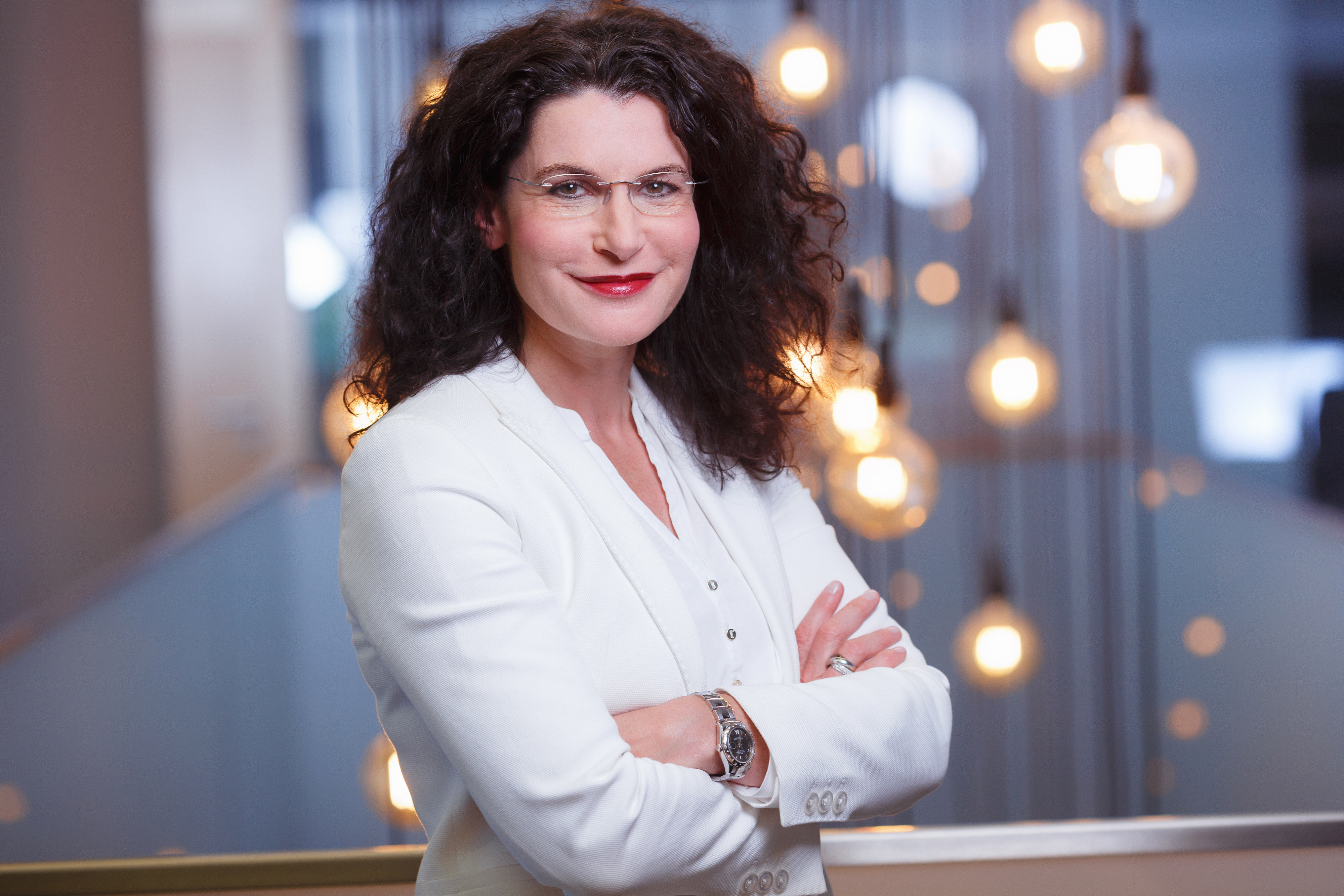
Tina Müller (* 1968)

- Müller, Tino (* 1978), deutscher Politiker (NPD), MdL
- Müller, Titus (* 1977), deutscher Schriftsteller

### Muller, Tj
- Müller, Tjark (* 1993), deutscher Handballspieler

### Muller, To
- Müller, Tobias (* 1976), deutscher Philosoph und Theologe
- Müller, Tobias (* 1979), deutscher Filmemacher
- Müller, Tobias (* 1979), deutscher Synchronsprecher und MCTobias Müller (* 1979)

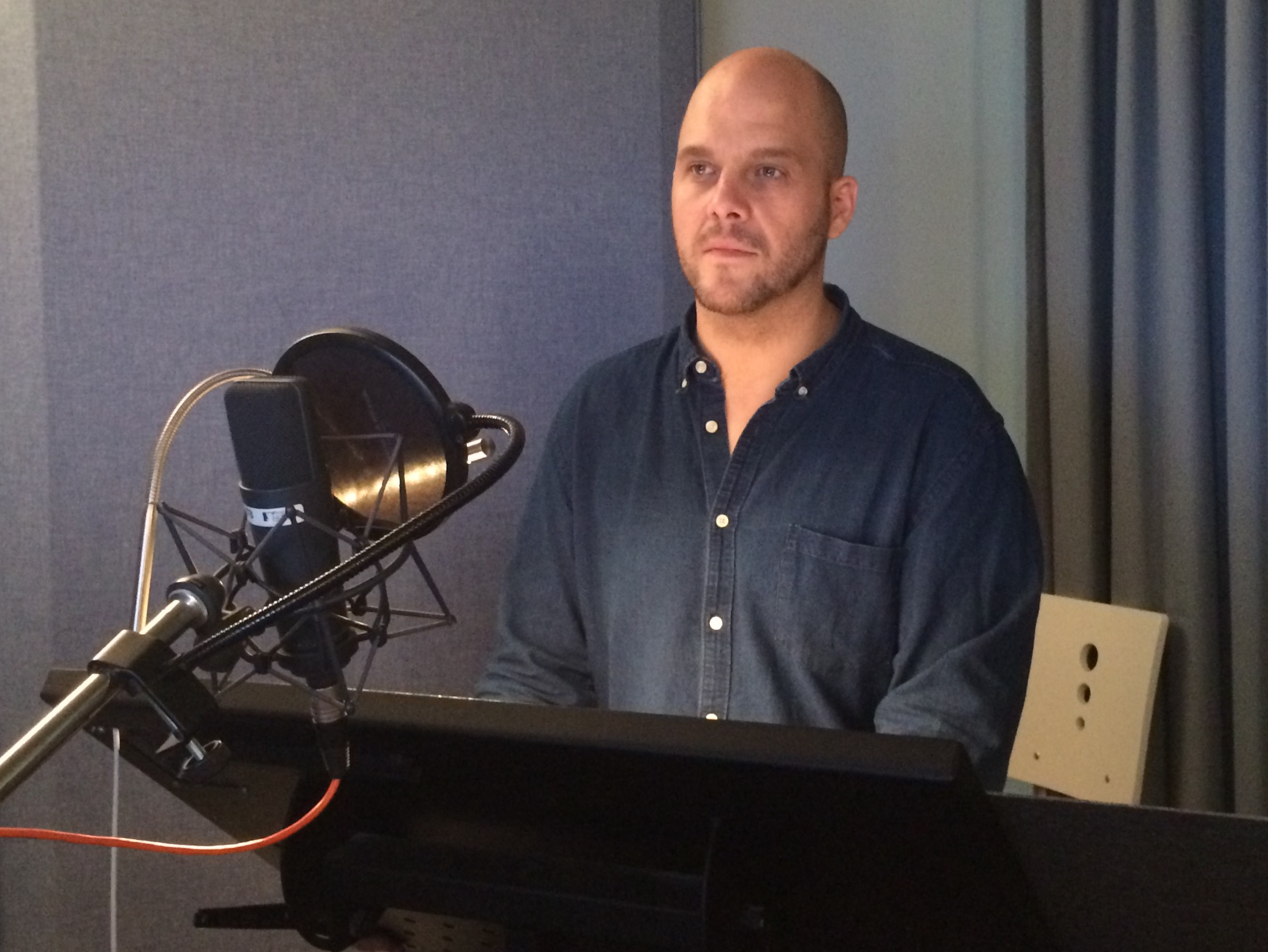
Tobias Müller (* 1979)

- Müller, Tobias (* 1992), deutscher Telemarker
- Müller, Tobias (* 1993), deutscher Fußballspieler
- Müller, Tobias (* 1994), deutscher Fußballspieler
- Müller, Tobias (* 2004), deutscher Radsportler
- Muller, Todd (* 1968), neuseeländischer Politiker (New Zealand National Party) und Parteiführer
- Müller, Tom (* 1969), deutscher Saxophonist
- Müller, Tom, deutscher American-Football-Spieler
- Müller, Tom (* 1982), deutscher Verleger, Autor und Aktivist
- Müller, Tom (* 1997), deutscher Fußballtorhüter
- Müller, Toni (* 1984), Schweizer Curler
- Müller, Torsten (* 1957), deutscher Jazz- und Improvisationsmusiker
- Müller, Torsten (* 1961), deutscher Agrarwissenschaftler an der Universität Hohenheim
- Müller, Torsten W. (* 1982), deutscher Publizist und Heimatforscher

### Muller, Tr
- Müller, Traugott (1895–1944), deutscher Bühnenbildner, Theater- und Filmregisseur
- Müller, Traute (* 1950), deutsche Politikerin (SPD), MdHB
- Müller, Trudpert (1920–1991), deutscher Jurist und Politiker (CDU)